# Saint-Julien-le-Châtel
Saint-Julien-le-Châtel är en kommun i departementet Creuse i regionen Nouvelle-Aquitaine i de centrala delarna av Frankrike. Kommunen ligger i kantonen Chambon-sur-Voueize som tillhör arrondissementet Aubusson. År 2022 hade Saint-Julien-le-Châtel 150 invånare.

## Befolkningsutveckling
Antalet invånare i kommunen Saint-Julien-le-Châtel
Referens:INSEE